# Ꙓ
Ꙓ, ꙓ (robocza nazwa: jotowana jać) – rzadko używana litera dawnej cyrylicy (np. w «Изборник» Святослава 1073 года, фрагмент л. 156 об.). Utworzona jako ligatura liter І i Ѣ. Nie ma odpowiednika w głagolicy ani nie posiada wartości liczbowej. Używana była na początku wyrazów i po samogłoskach, np.: ꙓди, наꙓдъся. Prawdopodobna wymowa to [jæ:] lub [je:].

## Kodowanie
| Znak                   | Ꙓ                                    | Ꙓ                                    | ꙓ                                  | ꙓ                                  |
| ---------------------- | ------------------------------------ | ------------------------------------ | ---------------------------------- | ---------------------------------- |
| Nazwa w Unikodzie      | cyrillic capital letter iotified yat | cyrillic capital letter iotified yat | cyrillic small letter iotified yat | cyrillic small letter iotified yat |
| Kodowanie              | dziesiątkowo                         | szesnastkowo                         | dziesiątkowo                       | szesnastkowo                       |
| Unicode                | 42578                                | U+A652                               | 42579                              | U+A653                             |
| UTF-8                  | 234 153 146                          | ea 99 92                             | 234 153 147                        | ea 99 93                           |
| Odwołania znakowe SGML | &#42578;                             | &#xA652;                             | &#42579;                           | &#xA653;                           |